# США на юношеских Олимпийских играх
США принимает участие в юношеских Олимпийских играх: в летних Играх — начиная с Игр 2010 года, в зимних Играх — начиная с Игр 2012 года.
Спортсмены США на всех юношеских Олимпийских играх выиграли в сумме 96 медалей, из них 34 золотых, все медали завоёваны на летних Играх; в неофициальном медальном зачёте спортивная делегация США занимает 5-е место.

## Медальный зачёт

### Медали на летних юношеских Олимпийских играх
| Игры              | Участников | Золото | Серебро | Бронза | Всего | Место |
| 2010 Сингапур     | 82         | 4      | 9       | 8      | 21    | 13    |
| 2014 Нанкин       | 92         | 10     | 5       | 7      | 22    | 3     |
| 2018 Буэнос-Айрес | 86         | 6      | 5       | 7      | 18    | 8     |
| Всего             | Всего      | 20     | 19      | 22     | 61    | 7     |

### Медали на зимних юношеских Олимпийских играх
| Игры             | Участников | Золото | Серебро | Бронза | Всего | Место |
| 2012 Инсбрук     | 56         | 2      | 3       | 3      | 8     | 10    |
| 2016 Лиллехаммер | 62         | 10     | 6       | 0      | 16    | 1     |
| 2020 Лозанна     | 94         | 2      | 3       | 6      | 11    | 11    |
| Всего            | Всего      | 14     | 12      | 9      | 35    | 5     |